# とりあえず、オールO.K.!?
とりあえず、オールO.K.!?とは、ケッケコーポレーションに所属する声優の木村亜希子と楠田敏之がパーソナリティーを務めている、インターネットラジオである。ラジオ内での愛称は「きむきむ」、「くすくす」。
毎回一部コーナー、特別な回(お誕生日など)高濱祐輔が登場。愛称は「ゆうゆう」。

## 放送時間
- インターネットラジオ「LIVE CAST」(毎週金曜日 22:00〜23:00)
- FMTARO 76.7Mhz(毎週日曜日 11:00〜毎週月曜日 6:00〜)

## コーナー紹介
キャッチコピー
オープニング時に、それぞれの自己紹介の言葉をリスナーから募集し、それを読む。
くすくすがいうには恥ずかしい言葉をいうコーナーらしい。
普通のメール
その名の通り、リスナーからのメールを読むコーナー
今月のお題
出されたお題についてリスナーからのメールを読むコーナー
今までの例「ついついやってしまうクセ」「夏の寒〜〜い思い出」等
面白雰囲気ナレーション
二人が色々なシチュエーションで、関係のない文章を読む。
原稿を書くのは「ゆうゆう」だが、ゆうゆうが原稿をかけない場合は二人のどちらか、もしくは二人で考えている。
進め！とりあえ塾
二人がそれぞれ「先生」「生徒」を演じている
- 一時間目
  - 「川柳の星」 : くすくすが「一徹先生」きむきむが「飛子」を演じている
毎週出されるお題を元に575の川柳を作っていくコーナー:〜2007年6月29日
  - 「作詞の皇子様」：くすくすが「鋼鉄先生」きむきむが「飛子」を演じている
毎週出される短い課題曲に歌詞をつけるコーナー。
出された課題曲は全部で10曲。くすくすがそのほとんどを作曲している。（内1曲は2週間にわたる大作）
2007年8月24日のみ、ゆうゆう扮する「サンデリー髙濱先生」が登場。
（このコーナーの間、一徹先生はコンビニのバイト中という設定）:2007年7月5日〜同年9月29日(三ヶ月の期間限定)
  - 「あしたのショー説」：くすくすが「一徹先生」きむきむが「飛子」を演じている
毎週出されるフリのセリフに対するやり取りを考えるコーナー
（このコーナーの間、鋼鉄先生は海外留学中という設定）:2007年10月5日〜

- 二時間目
  - 「資格を狙え」 : きむきむが「本郷先生」くすくすが「鮎原君」を演じている : 2007年の5月25日までは「アタック早口言葉」だった : 毎月何かの資格を狙うコーナーであり、その資格によって内容が違う

## その他
- 放送100回記念には寺島拓篤をゲストに招き生放送をした。